# Istituto Leone Dehon
L'Istituto Leone Dehon è un istituto scolastico paritario situato a Monza. In esso trovano luogo un liceo classico dal 1969, un liceo sociopsicopedagogico (oggi liceo delle scienze umane) dal 2002 e un Istituto Professionale per i Servizi Socio-Sanitari dal 2012.
Si contraddistingue per l'antichità delle sue strutture: in passato è stato un convento e in seguito divenne anche una villa privata.
Durante la XVIII Giornata FAI di Primavera, svoltasi il 27 e il 28 marzo 2010, l'Istituto Leone Dehon è stato il secondo edificio più visitato della Lombardia.

## Storia
L'edificio ha una storia antichissima, che risale al 1250.
Si trova a pochi passi dal centro storico di Monza, nella zona che una volta costituiva il castrum, ossia la periferia urbana, nota come Ripalta o Riva Alta in quanto collocata in una posizione sopraelevata rispetto al Lambro.
La storia dell'edificio può essere ripartita in quattro periodi, che influenzarono l'assetto architettonico a seconda delle necessità cui era adibito e delle differenti correnti artistiche in voga.

### 1250-1571: Convento degli Umiliati
Intorno al 1250 nel luogo dell'odierno Istituto Leone Dehon si stabilì una comunità di Umiliati, un movimento evangelico sorto con finalità religiose e sociali tra i lavoratori di lana nei sobborghi delle città lombarde. L'edificio all'epoca era conosciuto con il nome di "Casa dei SS. Filippo e Giacomo"
Durante la loro permanenza venne edificata una piccola chiesa, la cui cuspide è ancora oggi visibile nella parte superiore dell'edificio.
A seguito di forti contrasti con San Carlo Borromeo, durante i quali quest'ultimo subì un attentato, rimanendone miracolosamente illeso, l'ordine (di cui all'epoca facevano parte sacerdoti, suore e laici che prestavano il voto di povertà, obbedienza e castità) venne sciolto dal Papa Pio V il 7 agosto 1571.

### 1579-1810: Convento di Sant'Orsola
Nel convento subentrarono nel 1579 le Orsoline, un nuovo ordine fondato cinque anni dopo lo scioglimento degli Umiliati (1576); la loro presenza è testimoniata dal fatto che, dietro all'edificio, esiste oggi Via delle Orsole.
Le Orsoline dettero all'edificio la fisionomia di istituto religioso, creando un collegio in cui si dedicavano all'educazione delle trovatelle.
Con l'Editto di Compiègne del 25 aprile 1810 la Congregazione religiosa delle Suore Orsoline venne sciolto, così come tutti gli altri ordini e le congregazioni religiose; tutti i loro beni entrarono nella disponibilità di Napoleone Bonaparte.

### 1813-1904: Residenza dei Conti Masciaga
Il 18 ottobre 1813 l'edificio venne acquistato dal Conte Luigi Masciaga, il quale si adoperò affinché l'antico convento religioso venisse trasformato in villa nobiliare.
Venne modificata la chiesa, che venne ridotta; la decorazione delle pareti e dei soffitti venne realizzata secondo il gusto neoclassico, senza manomettere le strutture murarie preesistenti.
Nell'ala a est venne ricavata una grande sala con parquet, con soffitto affrescato a motivi geometrici e naturalistici, come è emerso dagli ultimi restauri del 1987.
Durante la permanenza dei Conti Masciaga nella villa furono collocate alcune statue del Canova.

### 1904-1946: Residenza della famiglia Cambiaghi
Il 24 settembre 1904 Villa Masciaga, con annesso parco, fu acquistata dall'imprenditore Giuseppe Cambiaghi.
Con l'avvento della Seconda Guerra Mondiale e la crisi dell'industria del cappello, di cui la famiglia Cambiaghi era un affermato esponente, la villa fu occupata dai nazifascisti e subì un periodo di pesante degrado; nel frattempo, i Cambiaghi, comunque ancora proprietari, si ritirarono in un'altra loro villa, situata a Moltrasio, sul lago di Como.
Al termine della guerra, venne decisa la vendita a prezzi molto convenienti ai Sacerdoti del Sacro Cuore (Dehoniani): Villa Cambiaghi tornava ad essere una dimora di religiosi dopo un secolo e mezzo.

### 1946-oggi: i Padri Dehoniani
Con l'acquisto da parte dei Dehoniani la villa venne trasformata in seminario.
Nel 1948 venne innalzata l'ala a nord, dove furono realizzati una nuova cappella, il refettorio, gli studi e i dormitori. Nel 1954 venne costruito un secondo piano, dove vennero allestite delle stanzette per i singoli studenti religiosi.
Nel parco si realizzò una grotta dedicata alla Madonna di Lourdes.
Nel 1969 venne ufficialmente istituito il Liceo Classico Leone Dehon e vennero ammessi alla frequenza di tale liceo anche alunni esterni. Dieci anni più tardi, nel 1979, si aprì una sezione femminile. Nel 1989 la sezione maschile e la sezione femminile si unirono in un solo liceo misto. Nel 1990 i Dehoniani decisero la chiusura dei loro seminari minori: di conseguenza, il liceo continuò con soli alunni esterni.
Nel 2002 è stato istituito anche l'indirizzo sociopsicopedagogico e la denominazione ufficiale è stata modificata in Istituto Leone Dehon.
Dal mese di settembre 2010 il liceo sociopsicopedagogico si chiama liceo delle scienze umane, in ottemperanza alle disposizioni della Riforma Gelmini.
Nel mese di settembre 2012 ha aperto anche un Istituto Professionale per i Servizi Socio-Sanitari.

## Opere architettoniche principali

### Il Chiostro e la Torre del Campanile
Il chiostro è sicuramente l'elemento architettonico che più imprime all'edificio la sua fisionomia particolare. Nel luogo in cui generalmente si trova il pozzo, è invece presente una statua di Gesù Cristo.
Il chiostro risulta scandito sui quattro lati da una serie di colonne, monoliti di granito in cui sono presenti tracce di quarzo, ortosio e mica, sulle quali si impostano archi a sesto acuto. Sul lato d'entrata (ala nord) sono presenti solo 5 archi al posto che 6, poiché al momento della costruzione del secondo piano l'ingegnere volle erigere due pilastri portanti di sicurezza che insieme occupano lo spazio di un arco; se ne deduce che solo le colonne di tre lati sono autentiche, mentre le colonne a nord sono moderne.
La Torre del Campanile appartiene al vecchio edificio del Duecento degli Umiliati ed è un romanico lombardo, poderoso e massiccio, caratterizzato dall'uso del mattone. Negli anni 1926 e 1927 il suo tetto è stato completamente rifatto; il vano dei precedenti finestroni venne invece scandito da trifore che ne snelliscono la struttura.
Dove oggi si trovano i servizi del piano terra era collocato l'ingresso delle carrozze al chiostro. A fianco dell'entrata si trovava il Salone delle Feste.

### Salone delle Feste (Sala Bella)
Il Salone delle Feste costituiva l'antica sala da ballo dei conti, adibita a feste e cerimonie.
La quasi totalità degli arredi è originale.
L'ambiente, tramite quattro colonne monolitiche in onice con capitelli a festone in bronzo dorato, è diviso in due vani, in uno dei quali, meno esteso, si sistemava l'orchestra durante le feste.
Il pavimento è lavorato a intarsio con legni diversi. Il soffitto è affrescato e rappresenta al centro un baccanale dipinto in toni lievi e raffinati.
Lungo le pareti, agli specchi che incorniciavano la sala sono stati sostituiti dei pannelli di tappezzeria, che si alternano a paraste con capitelli in stucco e oro zecchino, in cui si notano le appliques originali a forma di candelabro in bronzo dorato con elementi a conchiglia e pendagli in vetro di Murano.
Lungo i lati brevi si aprono quattro porte incorniciate di marmo con sovrapporte affrescate con putti e amorini, due delle quali comunicavano con un buffet adiacente, in cui notevoli sono il soffitto a cassettoni in legno di quercia e il rivestimento in legno delle pareti, oltre che al fregio ad affresco che fa da cornice.

### Studiolo e Biblioteca del Conte
Riproduce in dimensioni ridotte la biblioteca della Villa Reale di Monza.
Le pareti e il soffitto, dal quale pende un grande lampadario in zama, sono interamente rivestiti in noce scolpito; il pavimento è intarsiato.
Al centro delle pareti con pannelli traforati che racchiudono preziose collezioni si apre una piccola porticina a vetri decorata a piombo, da cui si accede alla scaletta lignea interna che porta al soppalco dove è situata la galleria di consultazione nella quale sono collocati i libri più preziosi.
Pregiato è anche il copricalorifero in ferro battuto a due colori, che sembra una trina, coperta da una mensola in marmo.

### Primo Scalone Nobile (Umiliati)
Si tratta del più antico scalone della villa. Quando i proprietari dell'immobile erano i Conti Masciaga era destinato alla servitù.
Il pavimento è in marmo, i gradini in granito, il corrimano in ottone con la balaustra in ferro battuto realizzata da un noto artigiano milanese del tempo, il Rizzardi.
La vetrata a vetri colorati e lavorati in piombo, con una fiorera alla base, spicca tra le pareti a stucco, decorate da ovali con putti dipinti ad olio, mentre la volta è affrescata.
Dallo scalone si accede al vestibolo circolare con pavimento di marmo intarsiato con profili di ottone. Vi sono collocate ottocentesche specchiere con fondo d'argento. Dal vestibolo si accede a un lato del convento antico, ove erano collocate le celle degli Umiliati.
Il corridoio presenta una volta a botte ribassata e nelle pareti, lavorate a stucco, i possono notare le sovrapporte in legno intagliato. Alla fine del corridoio è collocata una preziosa specchiera in argento; da qui si giunge al vestibolo della villa signorile (attuale Presidenza).

### Secondo Scalone Nobile (famiglia Cambiaghi)
Si tratta dello Scalone signorile. Questo vano, realizzato nel 1904, faceva parte dell'antica cappella adiacente: la parete di sinistra, infatti, corrispondeva alla facciata della chiesa originaria.
Il vano prende luce da un'ampia vetrata policroma lavorata a piombo; i gradini del pavimento sono di marmo e la balaustra è in ferro battuto lavorato artisticamente. Si noti la copertura a stucchi, che corrisponde alla campata con due vele che circondano un tondo affrescato.

### Cappella Gentilizia della Famiglia Cambiaghi
Corrisponde alla parte absidale della vecchia chiesa del Seicento.
L'anno di consacrazione è reperibile dalla lapide commemorativa di marmo recante l'iscrizione latina "Anno Domini MCMXXVII (1927) pridie idus Maji novo hoc in sacello card. Eugenius Tosi archiepiscopus Mediol. primum litavit" (Nell'anno del Signore 1927 il cardinale Eugenio Tosi celebrò per la prima volta in questa nuova chiesa).
Il primo intervento sull'antica chiesa fu operato dai Masciaga, che si trovarono a dover trasformare l'antica fisionomia del convento in villa. La navata che fu divisa da un piano intermedio per creare ambienti a uso familiare e domestico al piano terra e la cappella attualmente esistente al primo piano.
Il vano della cappella è quadrangolare (mancano le campate dell'antica chiesa longitudinale) ad aula unica. La copertura a campate rettangolari è formata da vele di colore turchino e costoloni affrescati a motivi decorativi. Essa poggia inoltre su ampi archi a tutto sesto con quattro fasci di semipilastri angolari, sormontati da capitelli lavorati con mostri e uccelli. Le pareti presentano una decorazione ad affresco, che riproduce uno zoccolo a tarsie marmoree. Dal centro del soffitto pende un pesante lampadario in bronzo che poteva essere abbassato tramite un meccanismo a carrucola, collocato in un locale adiacente e tuttora esistente, ma non funzionante. Lungo le pareti sono visibili due lampade a braccio in bronzo originali. L'altare in marmo è sormontato da un'ancona lignea raffigurante la Vergine in trono, circondata dai Santi Filippo e Giacomo, patroni dell'Ordine degli Umiliati. Essa fu fatta dipingere da Giuseppe Cambiaghi ad un pittore di scuola toscana e solennemente collocata sull'altare nel 1931 e restaurata, in seguito, dal pittore Fociani. Riprende una tipica iconografia duecentesca che in Italia ebbe grande successo con Cimabue e Duccio di Buoninsegna e fu realizzata in omaggio ai primi abitatori dell'edificio (gli Umiliati). Inoltre, l'ancona è circondata da una cornice marmorea timpanata lavorata a traforo. Nel tabernacolo è visibile l'originale Sacro Cuore dorato, a cui era dedicata la cappella.
Nella parete di fronte all'altare sono collocati, in posizione sopraelevata e accessibili attraverso una scala lignea costruita su un'edicola di marmo retta da colonne, i seggi destinati i membri della famiglia, che spiccano addossati a un affresco che riproduce teorie di angeli. Questa ubicazione, peculiare di tutte le cappelle gentilizie (per esempio, la Cappella di Aquisgrana), evidenzia l'usuale dimensione classista, per cui i nobili sono collocati in alto, tra gli angeli, allo stesso livello della Vergine dipinta nell'icona antistante, mentre la servitù sedeva più in basso.